# Cilum

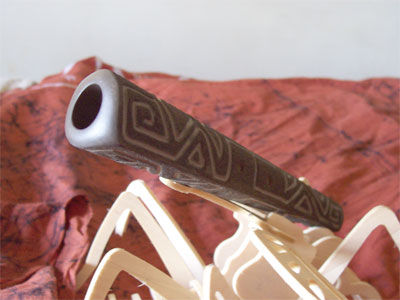
Un cilum

Il cilum, traslitterato anche come chiloom, chilum, chillum, cyloom, cilam, è forse la più antica forma di strumento finalizzato all'inalazione dei fumi di materiali combusti.
Progenitore della pipa, manca della divisione fra braciere e bocchino, essendo una sorta di "pipa orizzontale": come un lungo tronco di cono diviso all'interno da una semplice pietra filtrante, più o meno decorato ed esteticamente adattato a svariate forme etniche che riproducano animali, cose, miti o iscrizioni tradizionali.
È originario dell'area di influenza culturale indiana, in particolare fra le popolazioni himalayane, fra le prime a coltivare la canapa, da cui ricavano, secondo la loro lingua, la charas (la particolare varietà di hashish autoctona locale).
È noto che molto spesso la pratica religiosa è coadiuvata dall'uso di sostanze psicoattive, ritenute a volte causa di esperienze divinatorie: questo avvenne anche per i primi fumatori di cilum, tanto che i giacimenti di argilla (funzionale alla manifattura dello strumento) vennero considerati terre sacre, e con essi vere e proprie città sante (come Bombay, Madras o Hampi) divennero meta dei pellegrinaggi degli Shadu e dei Baba, tuttora attivi nella predicazione quanto nell'attività del fumare hashish.
I cilum sono amati in particolare dai consumatori della locale charas in quanto strumenti tradizionali investiti spesso di una valenza rituale, ma non è raro che siano utilizzati anche con hashish di provenienza differente.
Allo stesso modo del calumet della pace e del narghilè, il cilum, a differenza di una pipa, ha una funzione aggregante, è una "pipa di gruppo", più adatto all'uso collettivo.

## Pietra
La pietra filtrante, anche nota col termine inglese "stone", con lo spagnolo "pedra" o il suo derivato gergale "wedra", è un oggetto estraibile di forma poliedrica posto all'interno alla struttura del cilum che svolge la funzione di filtro. Tipicamente la pietra è dello stesso materiale del corpo principale del cilum. A seconda delle sue dimensioni regola la grandezza del braciere del cilum: ad esempio un cilum può avere una maggiore o minore capienza utile a seconda della grandezza della pietra che si posiziona di conseguenza più o meno profondamente nella cavità a cono interna al cilum. Solitamente è esagonale in modo da consentire il passaggio ottimale di fumo attraverso i piccoli spiragli lungo i lati inscritti nella circonferenza della cavità. La pietra è fondamentale per il corretto funzionamento del cilum e se assente può essere rimpiazzata da un oggetto sostitutivo e provvisorio costituito solitamente da un piccolo sasso naturale di forma e dimensioni compatibili alla cavità oppure da carta stagnola appositamente profilata ad hoc.
Preferibilmente la pietra filtrante viene prodotta di dimensioni poco inferiori al cilum, mentre gli antichi usavano una pietra delle dimensioni di un terzo del cilum lasciando spazio nella canna del cilum per far incamerare più fumo così da avere una fumata più densa.

## Utilizzo
Il braciere che si forma con la pietra deve essere riempito con la sostanza, il materiale o l'impasto da bruciare. Spesso si usa mettere un panno o un foulard molto fine, tipicamente il saffi (un fazzoletto di foggia indiana o indonesiana), tra la bocca e l'oggetto, in modo che il fumo possa trapassare senza che eventuali resine sciolte dal calore o altro materiale fuoriuscito dalla pietra filtrante possano finire indesiderabilmente nel cavo orale. Per accenderlo sono necessari tiri lunghi per mantenere uniforme la combustione, ma possibilmente non molto forti per non saturare la respirazione. Un fumatore inesperto può rimanere "senza fiato" dopo l'accensione di un cilum, poiché la quantità e la temperatura del fumo inalato possono risultare molto irritanti. Un cilum nuovo deve essere usato per alcune volte con un materiale di ripiego (usualmente tabacco biondo) per effettuare una sorta di rodaggio.
L'effetto del cilum è molto più intenso ed immediato rispetto a quello della canna ed il suo esaurimento è più rapido. Le fumate sono molto dense e quando il colore tende a variare di tonalità significa che sta esaurendosi il materiale in combustione.